# 滋賀県道329号彦根米原線
滋賀県道329号彦根米原線（しがけんどう329ごう ひこねまいばらせん）は、滋賀県彦根市から米原市に至る一般県道である。

## 概要
彦根市船町から米原市米原に至る。
彦根市と米原市は隣町だが、この県道は長い間接続されてはいなかったため、余儀なく迂回せざるを得なかった。

### 路線データ
- 起点：彦根市船町（船町交差点、滋賀県道517号彦根港彦根停車場線・滋賀県道518号彦根城線交点）
- 終点：米原市米原（米原警察署前交差点、国道8号交点、国道21号終点）
- 総延長：3.4 km

## 歴史
- 1996年（平成8年）4月1日 - 滋賀県告示第158号により路線認定される[1]。

## 路線状況

### 道路施設

#### 橋梁
- 矢倉川橋（矢倉川、彦根市 - 米原市）

## 地理

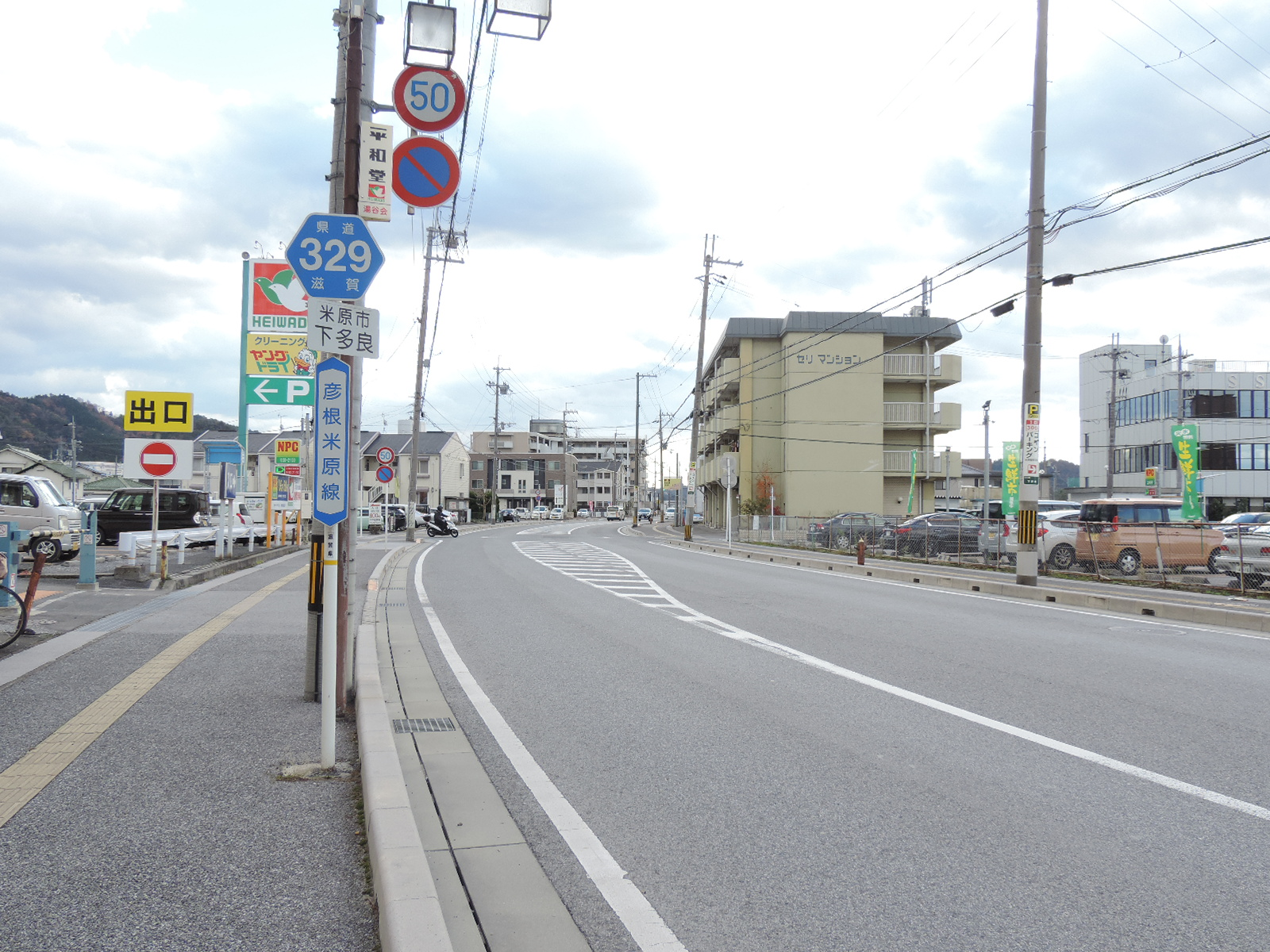
米原市下多良
2017年撮影

### 通過する自治体
- 滋賀県
  - 彦根市 - 米原市

### 交差する道路
| 交差する道路                                                                | 市町村名 | 交差する場所 | 交差する場所              |
| --------------------------------------------------------------------------- | -------- | ------------ | ------------------------- |
| 滋賀県道517号彦根港彦根停車場線 / 城北通り 滋賀県道518号彦根城線 / 城北通り | 彦根市   | 船町         | 船町交差点 / 起点         |
| 国道8号 / 米原バイパス                                                      | 米原市   | 入江         |                           |
| 滋賀県道234号朝妻筑摩近江線                                                 | 米原市   | 下多良1丁目  | 下多良交差点              |
| 国道8号 国道21号 旧中山道 重複                                              | 米原市   | 米原         | 米原警察署前交差点 / 終点 |

### 交差する鉄道
- 東海道新幹線
- 東海道本線
- 北陸本線

### 沿線
- 関西電力彦根営業所
- 彦根松原郵便局
- 近江高等学校
- 彦根市立城北小学校
- 松原山手公園
- 東北部浄化センター
- 米原市民球場
- 平和堂米原店
- JR東海東海道新幹線・JR東海・JR西日本東海道本線・JR西日本北陸本線・近江鉄道本線 米原駅
- 関西みらい銀行 米原支店